# Пригожин, Иосиф Игоревич
Ио́сиф И́горевич Приго́жин (род. 2 апреля 1969, Махачкала) — российский музыкальный продюсер, бизнесмен. Заслуженный деятель искусств Чеченской Республики (2025). Лауреат премий: «Овация» как лучший «Продюсер года», «Лучший продюсер десятилетия» по версии телеканала «МУЗ-ТВ», «Лучший бизнесмен года».
В разные годы продюсировал певицу Валерию, Вахтанга Кикабидзе, Николая Носкова, Александра Маршала, Авраама Руссо, Кристину Орбакайте, Дидюлю и многих других. Создатель лейблов NOX Music, ОРТ-рекордз, организатор российских музыкальных фестивалей, концертов, телевизионных программ. Генеральный директор телеканала «Авто Плюс». Бывший ведущий шоу «Звёзды сошлись» на НТВ совместно с Лерой Кудрявцевой.

## Биография
Родился 2 апреля 1969 года в Махачкале. Отец — Игорь Матвеевич Пригожин (1938—1990), мать — Динара Якубовна Пригожина (род. 1940). Свою трудовую деятельность начал в 12 лет — работал парикмахером, в 16 лет приехал в Москву. В комсомол не вступал.
В 1986 году окончил московскую вечернюю школу № 87 на Измайловском бульваре. Занимался в театре-студии «Гамма». Затем была первая попытка поступить в ГИТИС.
В 1994 году поступил в ГИТИС имени А. В. Луначарского, который окончил в 2000 году по специальности «Театроведение».
В 1987—1990 годах работал тур-менеджером концертных программ в качестве ученика и помощника Юрия Айзеншписа. Одновременно сам пел на эстраде, выпустил аудиокассету с записью своих песен.
С 1988 года начал гастрольную жизнь — организовал более 1,5 тысяч концертов по всей территории бывшего СССР. По его словам, оставил карьеру исполнителя, так как не нашел образ, который мог бы заинтересовать публику.
В 1989 году — администратор и организатор первого показа моделей Валентина Юдашкина в московском Театре эстрады. Продюсерский дебют Пригожина состоялся в 1991 году, когда на 1-м канале Останкино вышли в эфир организованное им «Супершоу-1991» и телевизионная программа «Клуб Т». В 1992 году по совету своего друга обратил внимание на певицу Sona и стал её продюсером. В том же году продюсировал музыкальное шоу, посвящённое чемпионату Европы по мотоболу в городе Видное.
В 1993 году выступил инициатором создания Фонда «Отчий дом», который возглавлял до 1995 года. В состав Попечительского совета фонда вошли Архиепископ Солнечногорский Сергий, Главный муфтий России Равиль Гайнутдин, Главный раввин России Адольф Шаевич, народные артисты СССР Тихон Хренников, Александра Пахмутова, Иосиф Кобзон, Людмила Зыкина, Махмуд Эсамбаев, учёные, юристы. Благотворительный Фонд помогал социально незащищённым слоям российского населения, привлекал внимание общественности к положению беженцев из ближнего зарубежья и вынужденных переселенцев.
В 1996 году Пригожин был продюсером концерта, посвящённого Дню независимости Грузии, а также юбилейных концертов, посвящённых 50-летию творческой деятельности Людмилы Зыкиной и 10-летию группы «А’Студио», первых сольных концертов Т. Булановой в Театре эстрады, премии «Золотой граммофон» (1996—1998). Был исполнительным продюсером праздничного концерта, посвящённого трёхлетию ОРТ (1998), торжественного концерта в честь празднования Дня 8 марта (1999).
В мае 1999 года — продюсер церемонии заложения звезды народного артиста Грузии Вахтанга Кикабидзе на «Площади звёзд» в честь 60-летия артиста.
Создал одну из крупнейших аудиокомпаний России «ОРТ-Рекордз». С июня 1997 года по июль 1999 года Пригожин — генеральный продюсер компании, а с марта 1998 года по июнь 1999 года — генеральный директор. По итогам 1998 года «ОРТ-Рекордз» была удостоена Национальной музыкальной премии «Овация» в номинации «Лучшая звукозаписывающая компания». За несколько месяцев работы «ОРТ-Рекордз» были изданы альбомы Иосифа Кобзона, Льва Лещенко, Вахтанга Кикабидзе, Александра Маршала, Николая Носкова, Криса Кельми, групп «А’Студио», «На-На», «Сплин», «Божья коровка», «Отпетые мошенники», «Шао?Бао!», «2x2», Маши Распутиной, Алексея Глызина, Евгения Осина, Валерия Дидюли, Валерия Сюткина, Александра Серова, Алёны Свиридовой.
В 1998 года удостоен премии «Овация» как лучший продюсер года. В том же году журнал «Компания» признал его лучшим бизнесменом года в области шоу-бизнеса.
1 июня 2000 года создал рекорд-лейбл NOX Music (Национальное объединённое культурное сообщество). В качестве руководителя Nox Music занимался продюсированием и выпуском альбомов российских артистов, проведением презентаций альбомов, организацией концертов на крупных концертных площадках. Определённые этапы своей творческой деятельности связали с Иосифом Пригожиным такие исполнители как: Алёна Свиридова, Наталья Власова, гитарист ДиДюЛя, Александр Маршал, Вахтанг Кикабидзе, Николай Носков, Кристина Орбакайте, Филипп Киркоров, группа «Парк Горького», группа «Король и Шут», группа «Восьмая Марта», группа «Дюна», группа «Квартал», группа «Сплин», группа «Ночные снайперы», Маша Распутина, Евгений Осин, Авраам Руссо, Андрей Макаревич, Виктория Морозова, Александр Серов, Алексей Глызин, Валерий Сюткин. Главной артисткой, представляющей Nox Music, стала певица Валерия. Встреча Иосифа Пригожина с ней состоялась с 12 марта 2003 года, и уже 7 апреля того же года они подписали контракт о дальнейшем сотрудничестве. В октябре 2003 года Nox Music выпустил новый альбом Валерии «Страна любви».
С 2001 по 2003 годы был Первым заместителем генерального директора Государственного Кремлёвского дворца.

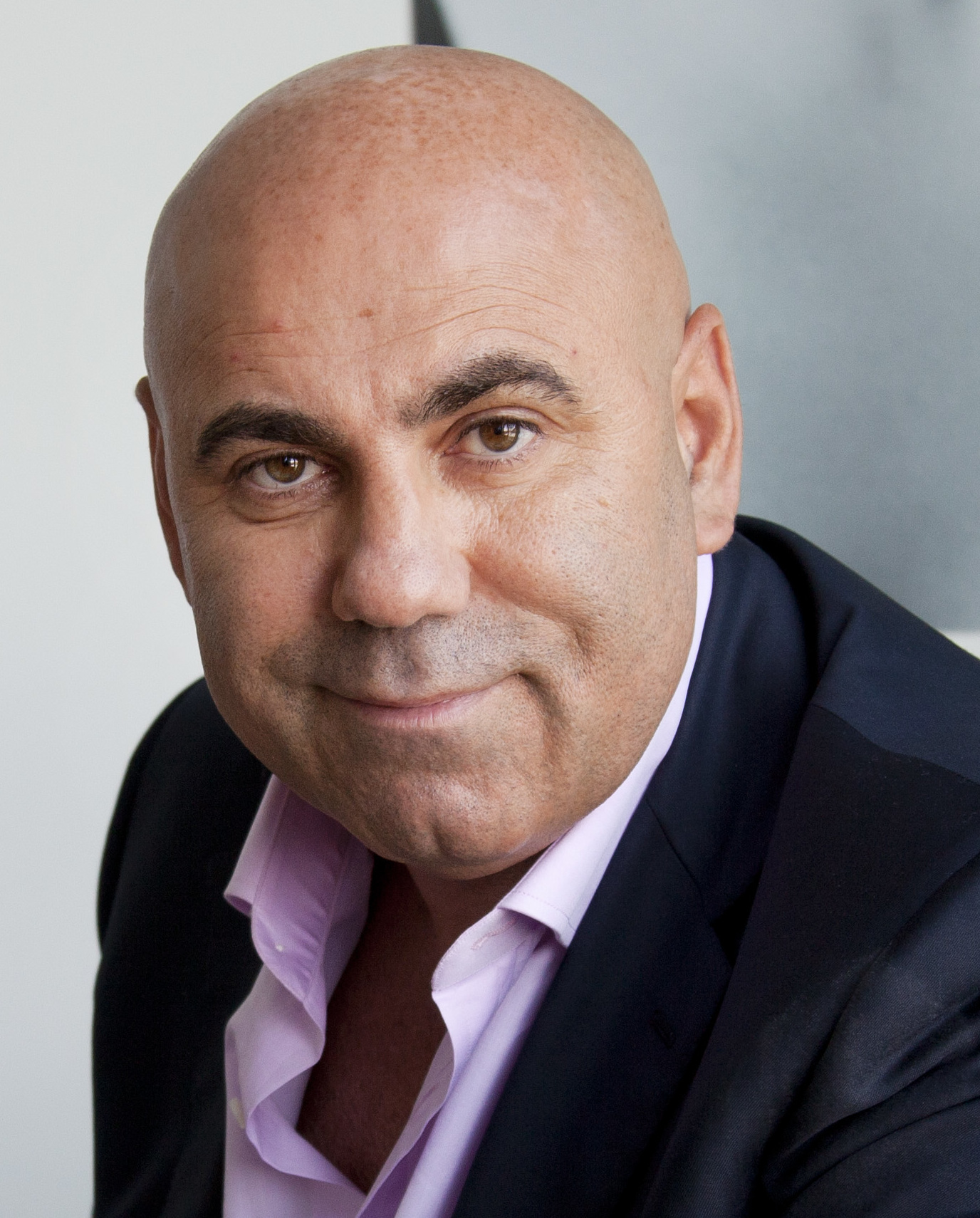
Иосиф Пригожин в 2012 году

Ночью 24 ноября 2002 года на Пригожина было совершено покушение — на Тверской улице был взорван его «Мерседес — 220». При взрыве никто не пострадал.
В 2004 году стал генеральным директором российского лейбла звукозаписи REAL Records. В 2007 году — продюсер и идейный вдохновитель программы «Ты суперстар!» на НТВ.
23 марта 2011 года супруги в городе Пермь навестили тяжелобольную двумя видами рака крови Ксению Киселёву, а Валерия дала в этот же день концерт в честь девочки. После этого пермяки в рамках благотворительной затеи «Дедморозим!» собрали на лечение девочки около 12 млн рублей.
В сентябре 2017 года Пригожин возглавил телеканал «Авто Плюс».
В июне 2019 года стал Лучшим продюсером десятилетия, по мнению премии «МУЗ-ТВ».
В 2021 году принимал участие во втором сезоне музыкально-развлекательного шоу «Маска» на НТВ в образе Ананаса и в третьем выпуске открыл своё истинное лицо. Никто из жюри не узнал его, даже Валерия.
С 18 сентября 2022 по 17 июня 2023 года — вместе с Лерой Кудрявцевой ведущий шоу «Звёзды сошлись» на НТВ.
7 мая 2023 года принял участие в специальном выпуске шоу «Маска» на НТВ в честь дня рождения Валерии, где скрывался в образе Авокадо.
С октября 2023 года — член жюри проекта Фактор.BY на канале Беларусь 1.

### Общественная позиция
В марте 2014 года подписал письмо президенту России Владимиру Путину в поддержку аннексии Крыма. Однако в августе 2016 года отрицал подписание им и супругой какого-либо документа, заявив «мы не поддерживали никакие агрессии, никакие аннексии», по его словам, их только устно спросили про отношение к референдуму.
В 2016 году заявил что ни он, ни его супруга не выступали с одобрением аннексии Крыма и не подписывали данное обращение.
Во время президентских выборов 2018 года был доверенным лицом Владимира Путина на четвёртый срок. На выборах мэра Москвы в сентябре 2018 года был доверенным лицом переизбранного мэра Сергея Собянина на третий срок.
25 марта 2023 года в СМИ широко распространилась и вызвала общественный резонанс 35-минутная аудиозапись разговора между, предположительно, Иосифом Пригожиным и миллиардером Фархадом Ахмедовым. В записи оба собеседника в нецензурной форме на фоне вторжения на Украину критикуют руководство России. 26 марта Пригожин выступил с заявлением, что запись является «фейком» с использованием нейросетей, но позднее сообщил, что «какие-то моменты» в разговоре настоящие.

### Критика
- Иосиф Пригожин назвал солистов группы «БиС» «слащавыми педиками»[23]. Откровенные оскорбления с его стороны в адрес других людей стали предметом критики[24]. Пригожин откровенно оскорблял Филиппа Киркорова[25][26], Ксению Собчак[27][28].
- Пригожин остро воспринимает любую критику в адрес своей жены, оскорбляя тех, кто её озвучивает[29][30]. Известен случай, когда Пригожин избил журналиста Николая Фандеева, который обвинил продюсера в пиаре своей жены путём обмана[29][31]. Дальнейшее судебное разбирательство стало резонансным событием[32].
- Участники группы «Король и Шут», которую продюсировал Пригожин, не считают, что сотрудничество было продуктивным. По версии, рассказанной в книге Александра Балунова, продюсер недоплатил музыкантам 18 тыс. долларов, и на прощание Михаил Горшенёв помочился на его машину. Пригожин отвергает эти обвинения[33].
- Журналист Отар Кушанашвили крайне негативно отозвался о Пригожине[34]. Очень эмоционально Пригожина раскритиковала Лолита Милявская[35]. Авраам Руссо обвинил Пригожина в криминальных методах работы[36]. Все эти обвинения Пригожин отрицает[37].
- В 2021 году был уличён в подмене на шоу «Маска» телеканала НТВ[38], в котором участвовал в образе Ананаса. В первом выпуске «подмененный» участник был гораздо стройнее Пригожина и держал микрофон в правой руке, в то время как Пригожин является левшой и в следующих выпусках уже всегда держал микрофон в левой руке.

## Санкции
В августе 2015 года СБУ внесла Пригожина в список деятелей культуры, действия которых создают угрозу национальной безопасности Украины.
7 января 2023 года, на фоне вторжения России на Украину, был внесён в санкционный список Украины, так как «распространяет нарративы в соответствии с кремлёвской пропагандой для целей оправдания действий России». Ранее Пригожин был внесён ФБК в список коррупционеров и разжигателей войны за публичную поддержку действиям российской армии на Украине.
20 июля 2023 года вместе со своей супругой был включён в санкционный список Канады против «лиц, использующих своё искусство для пропаганды вторжения России в Украину».

## Награды и премии
- Медаль «За заслуги перед Чеченской Республикой» (2 апреля 2019 года) — за заслуги в развитии культуры и искусства, деятельность, получившую широкую известность и общественную признательность[46].
- Заслуженный деятель искусств Чеченской Республики (2 апреля 2025 года) — за личные заслуги в развитии отечественной культуры и искусства, а также за многолетнюю творческую деятельность, получившую широкую известность и общественное признание[47].
- С 1994 года Иосиф — член Ассоциации музыкальных продюсеров, доктор искусств Академии альтернативных наук.
- В 1998 году удостоен премии «Овация» как лучший «Продюсер года».
- В 1998 году журнал «Компания» признал его «Лучшим бизнесменом» года в области шоу-бизнеса.
- В 2019 году получил премию телеканала «МУЗ-ТВ» в номинации «Лучший продюсер десятилетия»[10].

## Личная жизнь

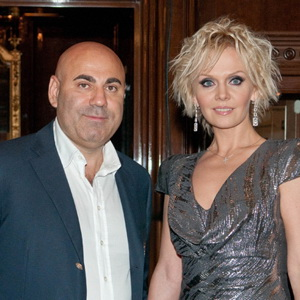
Иосиф Пригожин и Валерия на церемонии Top Beauty Awards 2010 в отеле «The Ritz-Carlton» 19 мая 2010 года

Первая жена — Елена Евгеньевна Пригожина (урождённая Соколова; род. 14 июля 1965), домохозяйка. Сын — Дмитрий Пригожин (род. 22 апреля 1989), дочь — Даная Пригожина (род. 4 марта 1997). Внук — Даниэль (род. 2022).
Бывшая фактическая жена — Лейла Фаттахова (прожили вместе 7 лет), работала менеджером по подбору артистов в компании «Союз», после стала владелицей одного из PR-агентств Москвы. Дочь — Елизавета Пригожина (род. 15 января 1999).
Вторая жена (с 2004 года) — Валерия (род. 1968), певица. Пригожин считает детей Валерии, Анну (род. 1993), Артемия (род. 1994) и Арсения (род. 1998) Шульгиных, родными.

## Книги
В 2001 году в издательстве «АСТ» вышла книга Иосифа Пригожина «Политика — вершина шоу-бизнеса».